# Pokhara
Pokhara (nep. पोखरा) – miasto w centralnym Nepalu, położone około 200 km na zachód od Katmandu, nad jeziorem Phewa Tal. Liczy około 313 tys. mieszkańców, drugie co do wielkości miasto kraju.
Z uwagi na bliskość masywu Annapurny i Obszaru Chronionego Annapurny, w obrębie którego wytyczono wiele tras trekkingowych, oraz widoki na Dhaulagiri, Annapurnę, Machhapuchhare, Manaslu, Peak 29 i Himalchuli, miasto jest popularne wśród turystów. Główne atrakcje turystyczne Pokhary to jezioro Phewa Tal i mała hinduistyczna świątynia Varahi Bhagvati, spływ przełomem rzeki Seti, punkty widokowe Kanhu Danda i Sarangot, jaskinia Mahendra Gufa, wodospad Devi. Nad brzegiem jeziora Phewa Tal skupione są hotele, restauracje i sklepiki dla turystów.
Mieszkańcy miasta to głównie Gurungowie, wyznawcy buddyzmu (lamaizm), inne grupy to Bramini i Chheteri, wyznawcy hinduizmu.
Miasto i okolice zamieszkiwane są przez kilka tysięcy uchodźców tybetańskich; największe obozy to Tashi-Palkiel na północy i Tashi-Ling na południu.
Pokhara ma połączenia autobusowe z Katmandu oraz z granicą z Indiami w Sonauli, port lotniczy obsługuje tylko połączenia wewnątrz kraju.

## Miasta partnerskie
- Komagane
- Kunming